# Gwen Cooper
Gwen Cooper – amerykańska pisarka. Autorka książki Odyseja kota imieniem Homer: Prawdziwa historia ślepego kota i kobiety, którą nauczył miłości – historii jej życia z niewidomym kotem.

## Twórczość
- 2007 – ang. Diary of a South Beach Party Girl
- 2009 – Odyseja kota imieniem Homer: Prawdziwa historia ślepego kota i kobiety, którą nauczył miłości (ang. Homer’s Odyssey: A Fearless Feline Tale, or How I Learned about Love and Life with a Blind Wonder Cat) – w Polsce wydana po raz pierwszy w 2010 przez Wydawnictwo Prószyński i S-ka, Warszawa; polskie tłumaczenie Anna Bańkowska[2]
- 2013 – ang. Love Saves the Day